# Sandkrypare

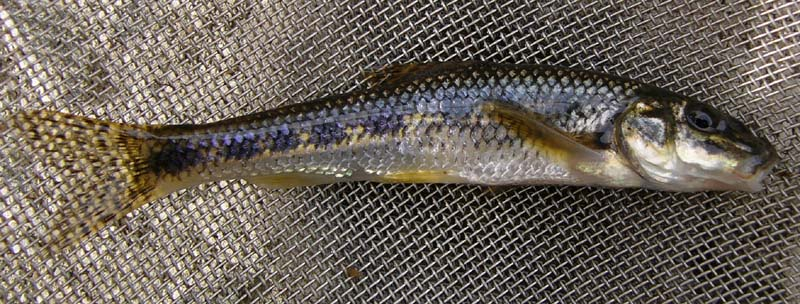
Gobio gobio

Sandkrypare (Gobio gobio), är en art i familjen karpfiskar. Den blir upp till 13 cm lång stjärtfenan medräknad och utmärks av en långsträckt kropp med relativt rak bukprofil och något välvd ryggprofil. Vid vardera mungipan sitter en kort skäggtöm. Färgen är huvudsakligen silvrig eller gråaktig med en rad mer eller mindre tydligt avgränsade fläckar längs mitten av sidan och mörka prickar eller tvärband på stjärtfenan. Fjällen är relativt stora, 39–42 i sidolinjen. Ryggfenan har 2–3 ogrenade och 7–8 grenade fenstrålar; analfenan 2–3 ogrenade och 6–7 grenade; bröstfenan en ogrenad och 16 grenade; bukfenan en ogrenad och 7–8 grenade.
Utbredningen omfattar en stor del av norra kontinentaleuropa, England, och delar av Danmark, Finland och Sverige. I södra Norge finns arten efter utplantering i Numedalslågen. Den svenska utbredningen är utpräglat sydlig, begränsad till Skåne, Blekinge och Småland. Sandkrypare återfinner man huvudsakligen i strömmande vatten med sand- eller grusbotten. Födan utgörs av insektslarver, maskar och andra smådjur som plockas ur bottnen. Leken sker i maj–juni.
Sandkrypare är sedan 2005 en fredad fisk. Arten var tidigare upptagen på röda listan. Det åtgärdsprogram som infördes tycks ha haft god effekt, då sandkryparen sedan 2005 inte finns med på denna lista.